# Santa María Siempreviva
Santa María Siempreviva är en ort i Mexiko.   Den ligger i kommunen Santa Cruz Zenzontepec och delstaten Oaxaca, i den sydöstra delen av landet, 400 km sydost om huvudstaden Mexico City. Santa María Siempreviva ligger 1 273 meter över havet och antalet invånare är 196.
Terrängen runt Santa María Siempreviva är bergig åt sydväst, men åt nordost är den kuperad. Runt Santa María Siempreviva är det glesbefolkat, med 10 invånare per kvadratkilometer. Närmaste större samhälle är El Limoncillo, 11,2 km väster om Santa María Siempreviva. I omgivningarna runt Santa María Siempreviva växer huvudsakligen savannskog.